# Henri Suter
Henri Suter (nascido a 10 de julho de 1899 em Gränichen - falecido a 6 de novembro de 1978) foi um ciclista suíço, profissional entre os anos 1918 e 1943, durante os quais conseguiu 57 vitórias. Era um especialista em clássicas de um dia, conseguindo ganhar três dos cinco Monumentos do ciclismo. Com seis triunfos, é o ciclista que mais vezes tem ganhado o Campeonato de Zurique.
Heiri Suter teve cinco irmãos, Max, Franz, Fritz, Gottfried e Paul, que foram todos eles ciclistas.

## Palmarés
| 1918 - 2º no Campeonato da Suíça em Estrada 1919 - Campeonato de Zurique 1920 - Campeão da Suíça em Estrada - Campeonato de Zurique - Tour de Berna 1921 - Campeão da Suíça em Estrada - Tour de Berna 1922 - Campeão da Suíça em estrada - Campeonato de Zurique - G. P. Wolber - Tour de Berna 1923 - Paris-Roubaix - Tour de Flandres - 2º no Campeonato da Suíça em Estrada - Tour de Berna | 1924 - Campeonato de Zurique 1925 - Burdeus-Paris - G. P. Wolber - 2º no Campeonato da Suíça em Estrada 1926 - Paris-Tours - Volta à Colónia - Campeão da Suíça em Estrada 1927 - Paris-Tours 1928 - Campeonato de Zurique 1929 - Campeão da Suíça em Estrada - Campeonato de Zurique - Tour de Berna |